# Fast in My Car
«Fast in My Car» es una canción interpretada por la banda estadounidense Paramore e incluida como la pista de apertura de su cuarto álbum de estudio Paramore, lanzado el 5 de abril de 2013.

## Composición y letra
"Fast in My Car" fue escrita por Justin Meldal-Johnsen, Hayley Williams y Taylor York, siendo descrita como power pop, pop punk rock alternativo y new wave. Musicalmente, "Fast in My Car" rompe con el sonido tradicional pop punk de la banda. La canción está escrita en la clave de G mayor; la progresión de acordes hace uso especial de power chords, usando E5–B5–G5 para los versos e inversamente G5–B5–E5 para el coro.
David Greenwald de MTV menciona que la letra de la canción trata sobre la salida de los hermanos Josh y Zac Farro de la banda: "Paramore sigue su tradición de canciones de apertura matadoras, con Williams dando la mayor lección del álbum a raíz de la partida de los hermanos Farro después de Brand New Eyes".

## Recepción
"Fast in My Car" ha recibido la aclamación de los críticos. Billboard calificó a la canción como "un himno rebelde", añadiendo que "la música, con pedazos de guitarra triturados y golpes de batería, encaja perfectamente con la letra". Popdust le dio a la canción un 4/5, comentando que las guitarras y su ritmo "casi deliberadamente fresco" hace remembranza a "Car Song" de la banda bitánica Elastica. MTV mencionó que "uno de los temas clave de Paramore es realidad versus escape, y 'Fast In My Car' ofrece la liberación de los versos arenosos una vez que el coro comienza."

## Personal
Adaptado de los créditos del álbum Paramore.
Paramore
- Hayley Williams – voz principal, coros, teclado, piano
- Jeremy Davis – bajo, coros
- Taylor York – guitarra, teclado, programación

Personal adicional
- Ilan Rubin - batería, percusión, voz
- Justin Meldal-Johnsen – productor, teclado, programación, percusión
- Carlos de la Garza – percusión, ingeniero
- Ken Andrews – mezcla, teclado, coros
- Mike Schuppan – ingeniero